# Южуралзолото
ПАО «Южуралзолото Группа Компаний» — золотодобывающая компания, расположенная в Челябинской области России, одна из крупнейших золотодобывающих компаний России по объёму производства и запасам. Добыча золотосодержащей руды осуществляется как подземным, так и открытым способом. Активы компании включают Светлинское, Кочкарское, Березняковское золотые месторождения, месторождение Западный Курасан, АО «Коммунаровский рудник» в посёлке Коммунар Хакасии и ООО «АС «Прииск Дражный»» в посёлке Новая Калами Красноярского края.

## История
Предприятие «Южуралзолото» было создано в 1976 году. В 1993 году оно было приватизировано как ОАО «Южуралзолото». К 1997 году оно находилось на грани банкротства, добыча золота остановилась. В июле 1997 года оно перешло под контроль предпринимателя-золотодобытчика Константина Струкова. Осенью 1997 года принадлежавшая Струкову УЗК «Восточная» учредила в равных долях с ОАО «Южуралзолото» одноимённое ЗАО, куда были переданы шахта «Центральная», лицензия на крупнейшее на Урале Светлинское месторождение золота и две золотоизвлекательные фабрики.
В 2001 году компания получила контроль над ОАО «Коммунаровский рудник» в Хакасии, в 2002 году она получила контроль над ОАО «Еткульзолото», обладающим лицензией на развитие Березняковского месторождения, в 2006 году она получила лицензии на разработку месторождений  Южный Курасан и Западный Курасан в Челябинской области, а также контроль над компанией, которая имела лицензии на разработку рассыпных месторождений в прииске Дражный в Красноярском крае.
В 2007 году ЗАО «Южуралзолото» подало иск о своём банкротстве, а его активы к тому времени были выведены в новое ОАО «Южуралзолото Группа Компаний». 
В ноябре 2023 года «Южуралзолото Группа Компаний» провела IPO, в результате продажи 6% акций компания привлекла 7 млрд руб. На середину 2024 года Константину Струкову принадлежало 94,019% компании. В декабре того же года компания «ААА Управление Капиталом», входящая в группу Газпромбанка, купила у Константина Струкова 22% акций компании.
Рейтинговое агентство АКРА присвоило в 2022 году присвоило ПАО «ЮГК» рейтинговую оценку AA-(RU) со стабильным прогнозом. Рейтинг подтверждался в 2023 и 2024, затем в 2024 году был повышен до AA(RU) и подтверждён на этом уровне в 2025.
Рейтинговое агентство «Эксперт РА» в 2023 году присвоило компании рейтинговую оценку ruAA- со стабильным прогнозом, в 2023 году рейтинг повышен до ruAA, в 2024 году подтверждён.
В июле 2025 года заместитель генерального прокурора Юрий Пономарев обратился в Советский райсуд Челябинска с иском о национализации активов Константина Струкова — в доход государства было предложено изъять все принадлежащие Струкову акции в ПАО «Южуралзолото группа компаний» и 100 % ООО «Управляющая компания ЮГК». В иске указано, что несмотря на запрет совмещать госслужбу с бизнесом, Константин Струков с 2000 года является депутатом законодательного собрания Челябинской области, а с 2017 года — его зампредом и входит в состав комитета по экологии и природопользованию. Одновременно он является президентом ООО «Управляющая компания ЮГК» (УК ЮГК) и владеет акциями коммерческих предприятий. Суд назначил предварительное заседание на 8 июля 2025 года и удовлетворил ходатайство об обеспечительных мерах — аресте активов Константина Струкова. Кроме того, были возбуждены уголовные дела против директора горно-обогатительного комбината (ГОК) «Светлинский» Сергея Щелокова и начальника золотоизвлекательной фабрики (ЗИФ) Дмитрия Бендика по обвинению в нарушении правил охраны окружающей среды. Банк России 4 июля 2025 года приостановил биржевую торговлю акциями «Южуралзолото».
11 июля 2025 года суд обратил все активы Константина Струкова и его семьи в собственность государства. 15 июля 67,25% акций ПАО «Южуралзолото группа компаний» перешли в собственность Росимущества. Исполняющим обязанности президента ЮГК была назначена вице-президент компании Лариса Ивлева. 7 августа президентом ЮГК был назначен Семён Гринько.